# フロントライン (坂本龍一の曲)
『フロントライン』 (Front Line) は、日本のミュージシャンである坂本龍一の2枚目のシングル。1981年4月21日にアルファレコード（現：ソニー・ミュージックレーベルズ）よりリリースされた。

## 解説
表題曲は、『新潮文庫の100冊』のCMソングに使用される（本人も坂本龍馬の役と1981年自身で登場）。
1枚目のシングル「WAR HEAD」は気楽に作ったが、本シングルは『BGM』収録の「音楽の計画」よりも5倍ぐらい成功していると思う自信作とコメントしている。

## 制作

### Front Line
YMOのアルバム『BGM』収録の「音楽の計画」の1週間後に録音された。坂本によれば「いわば姉妹編」。デヴィッド・シルヴィアンが気に入って、この曲に詞をつけて歌いたいと要望があったが、結局実現しなかった。
ヴォーカルは坂本、ドラムは高橋幸宏が担当。途中に出てくるヴォイスはピーター・バラカン。

### Happy End
『BGM』にも収録されているが、メロディが割愛されている。1981年のYMOのライブではシングルに近いアレンジで演奏している。1982年に行なわれたB-2 UNITSのライブでも、ピアノ・シンセサイザー・サックスのアンサンブルで演奏されている。
2005年9月28日にリリースされた坂本のアルバム『/05』にはピアノ4重奏で収録されている。2012年10月17日にリリースされた『THREE』にはピアノ、チェロ、バイオリンのトリオ編成によるセルフカバーが収録されている。
2021年7月21日にリリースされたSEKAI NO OWARIのアルバム『scent of memory』に収録されている楽曲「Like a scent」にはバックトラックとしてTHREE同様にトリオ編成バージョンで引用されている。

## 収録曲
| 全作曲・編曲: 坂本龍一。 |                |                                       |            |      |
| #                        | タイトル       | 作詞                                  | 作曲・編曲 | 時間 |
| 1.                       | 「Front Line」 | 坂本龍一 英語訳詞: ピーター・バラカン | 坂本龍一   | 4:59 |
| 2.                       | 「Happy End」  | 坂本龍一                              | 坂本龍一   | 4:34 |
| 合計時間:                | 合計時間:      | 合計時間:                             | 9:33       |      |